# Paolo Giovio
Paolo Giovio (em latim: Paulus Jovius; Como, Itália, 21 de abril de 1483 — Florença, 11 de dezembro de 1552) foi um médico, historiador, biógrafo e prelado italiano.
Conhecido principalmente enquanto autor de uma célebre obra da história contemporânea, Historiarum sui temporis libri XLV, de uma coleção de biografias de famosos homens, Vitae virorum illustrium (1549‑1557]), e de Elogia virorum bellica virtute illustrium, (Florença, 1554), este último traduzido talvez por "Louvor dos Homens Ilustres da Coragem em Guerra" (1554). Paolo Giovio é mais frequentemente lembrado como um cronista das guerras italianas. Relatos de testemunhas que presenciaram as inúmeras batalhas formam uma das mais significantes fontes essenciais para a documentação dos fatos desse período.

## Trabalhos
- De romanis piscibus (1524)
- De legatione Basilii Magni Principis Moschoviae (1525)
- Commentario de le cose de’ Turchi (1531)
- Elogia virorum litteris illustrium ou Elogia doctorum virorum (1546)
- Descriptio Britanniae, Scotiae, Hyberniae et Orchadum (1548)
- Vitae (1549)
- Historiarum sui temporis libri (1550–52)
- Elogia virorum bellica virtute illustrium (1554), testemunha ocular de muitas outras envolvidas nas Guerras italianas incluindo Gonzalo Fernández de Córdoba
- Dialogo dell'imprese militari et amorose (1555)